# Fedor Gál
Fedor Gál (* 20. března 1945 Terezín) je slovenský politik, sociolog, prognostik a podnikatel židovského původu, žijící v Česku.

## Život
V roce 1972 vystudoval Chemicko-technologickou fakultu SVŠT v Bratislavě. V roce 1977 ukončil svoji vědeckou přípravu ze sociologie v Sociologickém ústavu Slovenské akademie věd (kandidatura věd), v roce 1992 se stal doktorem
ekonomických věd na Vysoké škole ekonomické v Praze.
V průběhu sametové revoluce se stal spoluzakladatelem hnutí Verejnosť proti násiliu, vedl Koordinační centrum VPN, později se stal předsedou tohoto hnutí a poradcem Federální vlády ČSSR. Po několika letech se stal spolumajitelem soukromé televize Nova, roku 1995 založil v Praze knižní vydavatelství GplusG. Je členem Židovské obce v Děčíně. Jeho bratr Egon Gál je filozof.

## Publikační činnost

### Jako spoluautor
- Společnost ve světle sociologie (1986)
- Svět vědy a poznání (1988)
- Prognóza vědeckého vývoje (1990)
- Násilí (1994)
- Hodnoty pro budoucnost (1996)
- 1 + 1 (2004)
- Cesta do Indie (2005)
- Přes ploty: neodstraněná pošta (2017)
- Mýty v nás a kolem nás (2022)
- Chvála rebélie (2024)

### Samostatně
- Možnost a skutečnost (1990)
- Z první ruky (1991)
- O jinakosti (1998)
- Vize a iluze (2000)
- Lidský úděl (2004)
- Několik dnů (Academia, 2012)

## Ocenění
Slovenský prezident Andrej Kiska mu 1. ledna 2018 předal Řád Ľudovíta Štúra 1. třídy.